# Enzo Fusco (poeta)
Enzo Fusco, all'anagrafe Vincenzo Fusco (Napoli, 1º gennaio 1899 – Napoli, 27 luglio 1951), è stato un poeta italiano.

## Biografia
Nacque a Napoli il 1º gennaio 1899. Il padre, proprietario di una friggitoria a Borgo Sant'Antonio Abate, avrebbe voluto che il figlio scegliesse una carriera professionale, ma il giovane Enzo si appassionò al teatro e alla canzone. Iniziò, quindi, a recitare in compagnie filodrammatiche e presto trovò lavoro come impiegato. Poi, unitosi al maestro Giuseppe Cioffi, anch'egli alle prime armi, scrisse un gruppo di canzoni italiane che, restate per alcuni anni inedite, egli cantava nei salotti. Questi primi componimenti lo fecero classificare come autore dalla vena facile, efficace, intelligente e originale.
Il suo maggiore successo fu la canzone Dicitencello vuje, scritta nel 1930 su musica di Rodolfo Falvo. Lanciata da Vittorio Parisi al Teatro Augusteo, fu oggetto, nel corso degli anni, di numerose altre versioni e reinterpretazioni.
Nel corso degli anni trenta scrisse, con lo pseudonimo di Sergio I, altre fortunate canzoni in lingua italiana, delle quali, in qualche caso, fu anche autore della musica. Scopritore di talenti, lanciò Carlo Buti con la canzone Mi redimo.
Successivamente Fusco riprese l'attività di impiegato, che aveva abbandonato, e lavorò per alcuni anni nelle Ferrovie dello Stato. La sua ultima canzone fu Faccella 'e santa, musicata da Antonio Vian e interpretata per la prima volta da Alberto Amato nel 1951. Nello stesso anno, ammalatosi, fu ricoverato nel reparto di malattie psichiatriche del policlinico di Napoli, dove gli fu riscontrato un tumore del midollo spinale.
Il 27 luglio 1951 Fusco si suicidò, gettandosi nel vuoto dalla finestra della sua camera.